# Didimoticho
Didimoticho (gr. Διδυμότειχο) – miejscowość w północno-wschodniej Grecji, w administracji zdecentralizowanej Macedonia-Tracja, w regionie Macedonia Wschodnia i Tracja, w jednostce regionalnej Ewros. Siedziba gminy Didimoticho. W 2011 roku liczyła 9263 mieszkańców.